# Scarmagno
Scarmagno és un comune (municipi) de la ciutat metropolitana de Torí, a la regió italiana del Piemont, situat a uns 35 quilòmetres al nord-est de Torí. A 1 de gener de 2019 la seva població era de 830 habitants.
Scarmagno limita amb els següents municipis: Cuceglio, Montalenghe, Romano Canavese, San Martino Canavese, Vialfrè, Mercenasco i Perosa Canavese.
L'església romànica de Sant'Eusebio al Masero (segle X) té un fresc de Domenico della Marca di Ancona del 1424.